# روبن أولد
روبن أولد (بالإنجليزية: Robin Auld)‏ هو كاتب أغاني جنوب أفريقي، ولد في 1959 في لوساكا في زامبيا.

## وصلات خارجية
- روبن أولد على موقع ميوزك برينز (الإنجليزية)
- روبن أولد على موقع أول ميوزيك (الإنجليزية)
- روبن أولد على موقع ديسكوغز (الإنجليزية)